# Opera Krakowska
Opera Krakowska (Kraków Opera) là một nhả hát đang hoạt động, được thành lập năm 1954 từ hậu chiến Kraków, Ba Lan, mặc dù truyền thống opera của thành phố có từ năm 1628 khi bản nhạc kịch đầy đủ đầu tiên ở Ba Lan được phát hành bởi nhà xuất bản địa phương, tiếp theo là buổi biểu diễn opera đầy đủ đầu tiên trong thành phố vào tháng 3 năm 1782. Công ty Kraków Opera tổ chức 200 buổi biểu diễn mỗi năm, trong đó có ba lê, operetta và nhạc kịch cho giới trẻ, với  98% khác giả đến tham dự. Các tiết mục chính của Kraków Opera bao gồm cả các tác phẩm kinh điển quốc tế và Ba Lan, khẳng định vị thế là một trong những công ty opera hàng đầu của đất nước.
Danh sách dài tên của các nghệ sĩ nổi tiếng liên quan đến nhà hát này bao gồm các nhạc trưởng như Kazimierz Kord, Robert Satanowski, Jan Latham-Koenig, Roland Bader và Aurelio Canonici; nhà thiết kế bối cảnh như Tadeusz Kantor, Lidia Zamkow, Józef Szajna, Krystyna Zachwatowicz; và rất nhiều ca sĩ opera, nhiều người trong số họ bắt đầu sự nghiệp ở đó, bao gồm Teresa Zylis-Gara và Wiesław Ochman.

## Địa điểm mới
Trong hàng chục năm, Nhà hát Opera Krakow, hiện tọa lạc tại 48 Phố Lubicz, thiếu cơ sở riêng và thay vào đó sử dụng một số địa điểm tổ chức buổi hòa nhạc trong thành phố. Sân khấu cố định duy nhất mà các buổi biểu diễn opera được dàn dựng trong nhiều thập kỷ là Nhà hát Juliusz Słowacki ở Phố cổ Kraków. Việc xây dựng nhà hát opera mới có thể chứa được 760 người bắt đầu vào năm 2004. Ngôi nhà mới khai trương vào mùa thu năm 2008 